# دل همچنان هندوستانی است
دل همچنان هندوستانی است (به هندی: Phir Bhi Dil Hai Hindustani) فیلمی محصول سال ۲۰۰۰ و به کارگردانی عزیز میرزا است. در این فیلم بازیگرانی همچون شاهرخ خان، جوهی چاولا، جانی لور، پارش راوال، شارات ساکسنا، آنجان سیرواستاو، دالیپ تاهیل، ساتیش شاه، شاکتی کاپور، بهاراتی آچرکار ایفای نقش کرده‌اند.